# Pterobryaceae
Pterobryaceae là một họ rêu trong bộ Bryales.